# Зелент, Иван Зигмундович
 Ива́н Зи́гмундович Зе́лент (2 апреля 1941, участок Пихтинский, Иркутская область, СССР — 20 апреля 2023, Иркутск) — российский государственный и политический деятель. Первый Председатель Законодательного собрания Иркутской области (1994—2000). Член Совета Федерации Российской Федерации от Иркутской области (январь 1996—март 2001). Почётный гражданин Тулунского района (2012). Почётный гражданин Иркутской области (2013).

## Биография
По происхождению — голендр.
Учился в Тулунском техникуме механизации сельского и лесного хозяйства, по окончании которого в 1960 году был призван в ряды Вооружённых сил СССР. Службу в Советской армии проходил в ДВО. После демобилизации в 1963 году устроился механиком в Тулунское автохозяйство. Занимал различные посты по линии ВЛКСМ, КПСС, работал в тресте «Востокпромстрой».
В 1984 году стал депутатом Иркутского областного совета. В 1991 году занял пост заместителя, позже первого заместителя Иркутского облсовета. В 1994 году получил назначение на должность главы Контрольной палаты администрации Иркутской области, избран депутатом Законодательного собрания Иркутской области.
20 апреля 1994 года был избран председателем Законодательного собрания Иркутской области, за него проголосовал 31 депутат из 42. В этой должности проработал до 2001 года. В январе 1996 года вошёл в Комитет СовФеда по делам Федерации, Федеративному договору и региональной политике, в января 1998 года — стал заместителем председателя этого комитета.
С мая 2007 по 2012 год — уполномоченный по правам человека в Иркутской области.
Был женат. Двое детей.
Скончался 20 апреля 2023 года в Иркутске. 22 апреля состоялась церемония прощания в иркутском дворце спорта «Труд», похоронен 23 апреля в Среднепихтинском Заларинского района Иркутской области.

## Награды
- Медаль «За трудовое отличие»